# Xanthippe (Tochter des Doros)
Xanthippe (altgriechisch Ξανθίππη Xanthíppē) ist in der griechischen Mythologie die Tochter des Doros.
Mit Pleuron, dem Begründer der gleichnamigen Stadt, hatte sie einen Sohn (Agenor) und drei Töchter namens Sterope, Stratonike und Laophonte.